# Urszula Borkowska
Urszula Borkowska, (wł. Amalia Borkowska, Urszula - imię zakonne używane też w publikacjach) (ur. 11 sierpnia 1935 w Gdyni, zm. 11 maja 2014 w Lublinie) – polska urszulanka, profesor zwyczajny historii, specjalistka w zakresie historii średniowiecznej i wczesnonowożytnej, a szczególnie dziejów dynastii jagiellońskiej.

## Życiorys
Do zakonu wstąpiła w 1953, śluby wieczyste złożyła 11 lutego 1959 we Wrocławiu, w latach 1956-1958 studiowała w Wyższym Instytucie Katechetycznym w Krakowie, następnie przez rok pracowała jako nauczycielka we Wrocławiu. W latach 1959–1964 studiowała najpierw anglistykę, a po zamknięciu kierunku przez władze PRL w 1961 - historię na Wydziale Nauk Humanistycznych Katolickiego Uniwersytetu Lubelskiego, następnie powróciła do Wrocławia, do 1968 pracowała w tamtejszym liceum urszulańskim. W 1968 podjęła pracę na Katolickim Uniwersytecie Lubelskim, początkowo jako asystent w Katedry Historii Średniowiecznej i Nauk Pomocniczych Historii, od 1976 adiunkt, od 1989 docent, od 1992 do 2008 kierownik Katedry Metodologii i Nauk Pomocniczych Historii. W 1976 doktoryzowała się na Uniwersytecie Warszawskim na podstawie pracy Kościół i obcy w świadomości Jana Długosza napisanej pod kierunkiem Aleksandra Gieysztora. W 1989 habilitowała się na KUL-u na podstawie pracy Królewskie modlitewniki. Studium z kultury religijnej epoki Jagiellonów (XV i początek XVI wieku). W 1992 mianowana profesorem nadzwyczajnym, w 1999 profesorem zwyczajnym.

## Wybrane publikacje
- Treści ideowe w dziełach Jana Długosza. Kościół i świat poza Kościołem, Lublin 1983.
- Królewskie modlitewniki. Studium z kultury religijnej epoki Jagiellonów (XV i początek XVI wieku), Lublin 1999 (wyd. 1 – 1988).
- Dynastia Jagiellonów w Polsce, Wydawnictwo Naukowe PWN, Warszawa 2011, ISBN 978-83-01-16692-2.